# NGC 4862
NGC 4862 este o galaxie spirală situată în constelația Fecioara. A fost descoperită în 26 februarie 1886 de către Francis Leavenworth. Se află la o distanță de 72,44 de megaparseci de Pământ.